# Effet Portevin-Le Chatelier

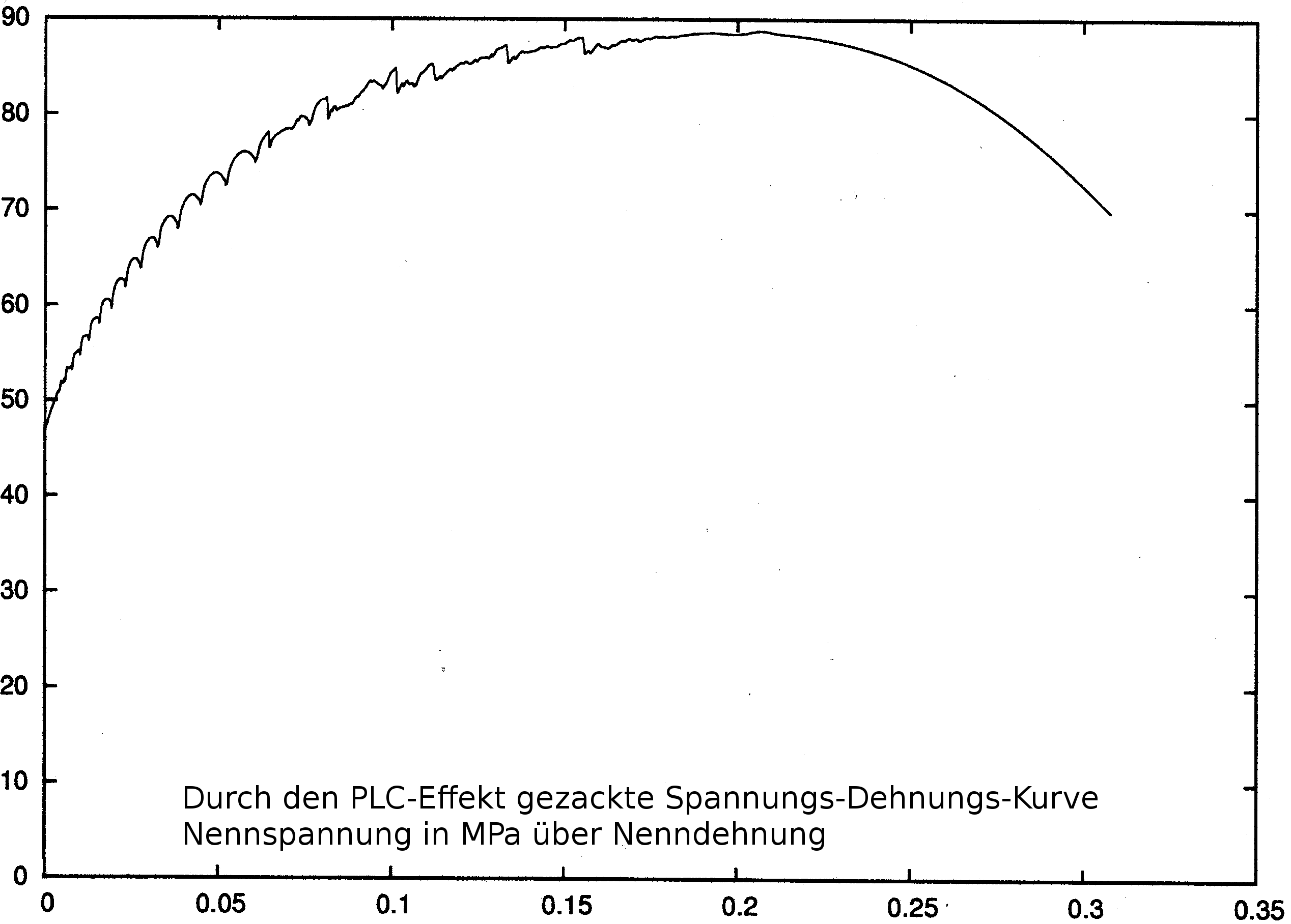
Exemple de courbe contrainte-déformation présentant un effet Portevin-Le Chatelier. En ordonnée la contrainte, en abscisse la déformation. On peut observer en début de courbe le caractère non monotone caractéristique.

L'effet Portevin–Le Chatelier (ou effet PLC) est caractérisé par l'obtention d'une courbe contrainte-déformation « dentelée » lors de la déformation plastique d'un matériau. Il porte le nom d'Albert Portevin et de François Le Chatelier qui le décrivirent en 1923.

## Explications
L'effet apparaît quand les atomes de solutés (par exemple le carbone C dans l'acier) ont suffisamment de mobilité pour migrer jusqu'au cœur des dislocations. Ces atomes « épinglent » alors la dislocation et il faut une force (et donc une contrainte) plus grande pour propager la dislocation, puisqu'un nuage d'atomes l'accompagne. Au bout d'un certain temps la dislocation se dégage de son nuage d'atomes (appelé nuage de Cottrell) et la contrainte nécessaire au déplacement de la dislocation diminue. Lorsqu'une dislocation « libre » se déplace à l'intérieur du cristal elle perturbe les dislocations épinglées et provoque par effet d'avalanche la libération d'autres dislocations. L'effet pouvant se répéter plusieurs fois, les matériaux qui subissent l'effet Portevin-Le Chatelier (PLC) possèdent alors une courbe contrainte-déformation non monotone avec un aspect ondulé caractéristique.

## Conséquences
D'autre part le comportement d'adoucissement cyclique du matériau provoque des déformations localisées. Ces déformations localisées impliquent que certains matériaux, notamment les alliages d'aluminium, développent une surface rugueuse lors des processus de mise en forme, les rendant impropres à l'utilisation industrielle ou commerciale (en carrosserie automobile par exemple).